# Ugo IV di Lusignano
Ugo IV di Lusignano detto il Bruno (... – 1030 circa) è stato un nobile franco, fu Signore di Lusignano, dal 1012, alla sua morte.

## Biografia

### Infanzia
Secondo due citazioni del Chronicon sancti Maxentii Pictavensis, Chroniques des Eglises d'Anjou una dell'anno 1110 e una dell'anno 1025 Ugo viene ricordato come il figlio del terzo Signore di Lusignano, Ugo III, detto il Bianco (qui fuit Albi) (Hugonis Albi), e di Arsenda, come ci conferma il documento nº 49, di data imprecisata (1004-1018), del Cartulaire de l'abbaye de Saint-Cyprien de Poitiers: (931-1155), che cita Ugo come signore di Lusignano (Ugo Liziniacensis domnus), quale artefice di una donazione alla chiesa di Saint-Cyprien di Poitiers e la madre come testimone (Arsendis matris eius).
Sempre secondo le stesse citazione del Chronicon sancti Maxentii Pictavensis, Chroniques des Eglises d'Anjou dell'anno 1110 e una dell'anno 1025 Ugo III di Lusignano viene ricordato come il figlio del secondo signore di Signore di Lusignano, Ugo II, detto Caro (qui fuit Albi) (Hugonis Kari), mentre della madre non vi è nessuna citazione.

### Matrimonio
Ugo IV il Bruno aveva sposato Adelarda (Hildeardis uxoris sue), come ci conferma il documento nº 440 del Cartulaire de l'abbaye de Saint-Cyprien de Poitiers: (931-1155); di Adelarda non si conoscono né gli ascendenti né il casato (secondo il Duguet era imparentata con i signori di Chabanais).

### Signore di Lusignano

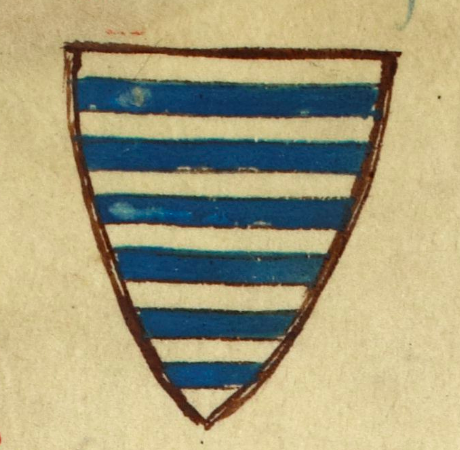
Lo stemma dei Lusignano nellHistoria anglorum

Di Ugo si hanno poche notizie. Nelle stesse citazioni del Chronicon sancti Maxentii Pictavensis, Chroniques des Eglises d'Anjou Ugo viene definito il Bruno (Hugonis Bruni).
Alla morte del padre, Ugo III il Bianco, gli succedette come Ugo IV signore di Lusignano.
Ugo IV viene citato nel documento nº 49, di data imprecisata (1004-1018), del Cartulaire de l'abbaye de Saint-Cyprien de Poitiers: (931-1155), come signore di Lusignano (Ugo Liziniacensis domnus), quale artefice di una donazione alla chiesa di Saint-Cyprien di Poitiers; questo documento dato gli anni in cui fu redatto potrebbe anche riferirsi al padre, anche lui di nome Ugo, ma dato che fa riferimento alla madre Arsenda (Arsendis matris eius), molto probabilmente si riferisce ad Ugo IV.

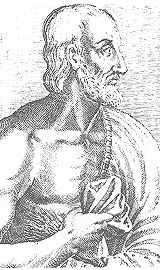
Folco III d'Angiò, detto Nerra

Lo storico francese, Jean Besly (1572-1644), nel suo Histoire des comtes de Poitou et des ducs de Guyenne depuis 811 à Louis le Jeune riporta un documento manoscritto, intitolato "Conventus tra Comitem et Ugonem" in cui Ugo il Bruno che, in questo manoscritto viene definito comandante di mille uomini (Hugone Chiliarchum), ebbe ottimi rapporti con il conte di Poitiers e duca d'Aquitania, Guglielmo III di Poitiers o Guglielmo il Grande, che gli promise la viscontea di Thouars; il mancato matrimonio tra Ugo e la figlia del visconte Rodolfo portò ad una lotta tra Ugo, appoggiato da Guglielmo ed il visconte Rodolfo; lo stesso manoscritto ricorda che Ugo ebbe ambizioni territoriali in parte accontentate da Guglielmo e che Ugo partecipò alla guerra che oppose il conte di Poitiers al Conte d'Angiò, Folco III, detto Nerra, che, nel 1026, conquistò e saccheggiò la città di Saumur, dove non risparmiò neppure la chiesa di Saint-Florent. In questo periodo Ugo prestò giuramento di fedeltà al conte/duca ed al figlio, Guglielmo il Grosso
Il Chronicon sancti Maxentii Pictavensis, Chroniques des Eglises d'Anjou dell'anno 1025 cita Ugo IV il Bruno come signore di Lusignano, in quegli anni
Probabilmente in quello stesso anno, il documento nº 440 del Cartulaire de l'abbaye de Saint-Cyprien de Poitiers: (931-1155), riporta di una donazione di Ugo di Lusignano (Ugo Liziniacensis), fatta ai monaci di Lusignano, citando come testimoni la moglie Adelarda (Hildeardis uxoris sue) e i due figli maggiori, Ugo e Rorgone (infantum suorum Hugonis et Rorgonis).
In quello stesso periodo il documento n° LXXXVI, datato tra il 1023 ed il 1026,  del Chartes et documents pour servir à l'histoire de l'abbaye de Saint-Maixent, vol 1, ricorda che il duca d'Aquitania, Guglielmo III di Poitiers o Guglielmo il Grande (Wilelmus Pictavorum comes et dux Aquitanorum), riconobbe a Ugo (militi meo nomine Ugoni) una rendita annuale di 50 soldi, per compensarlo della perdita delle tasse della cittadina di Saint-Maixent.

### Morte
Di Ugo IV il Bruno non si conosce la data esatta della morte; ancora secondo il manoscritto "Conventus tra Comitem et Ugonem" riportato dal Besly, nel suo Histoire des comtes de Poitou et des ducs de Guyenne depuis 811 à Louis le Jeune ci riferisce che Ugo morì un anno dopo il suo giuramento di fedeltà al duca Guglielmo; anche secondo lo storico americano, Sidney Painter, nel suo The Lords of Lusignan in the Eleventh and Twelfth Centuries, morì senz'altro dopo il 1026; a lui succedette il figlio Ugo detto il Pio, come ci viene confermato dal documento nº 433, datato 1032 circa, del Cartulaire de l'abbaye de Saint-Cyprien de Poitiers: (931-1155).

## Discendenza
Ugo da Adelarda ebbe due o tre figli:
- Ugo[5] detto il Pio († 1060 circa), che fu Signore di Lusignano[12]
- Rorgone[5] († dopo il 1045 circa)[12]
- Rinaldo, citato nel documento n° LXXXVIII, datato tra il 1027 ed il 1030,  del Chartes et documents pour servir à l'histoire de l'abbaye de Saint-Maixent, vol 1 (Raynaldo quondam milite Liziniacensi)[13].

## Ascendenza
|                      |   |   | Genitori |  |  | Nonni               |  |  | Bisnonni           |  |
|                      |   |   |          |  |  | Ugo II di Lusignano |  |  | Ugo I di Lusignano |  |
|                      |   |   |          |  |  | Ugo II di Lusignano |  |  | Ugo I di Lusignano |  |
|                      |   | … |          |  |  | Ugo II di Lusignano |  |  |                    |  |
| Ugo III di Lusignano |   |   |          |  |  | Ugo II di Lusignano |  |  |                    |  |
|                      |   | … | …        |  |  |                     |  |  |                    |  |
|                      |   | … | …        |  |  |                     |  |  |                    |  |
|                      |   | … | …        |  |  |                     |  |  |                    |  |
| Ugo IV di Lusignano  |   | … |          |  |  |                     |  |  |                    |  |
|                      | … | … |          |  |  |                     |  |  |                    |  |
|                      | … | … |          |  |  |                     |  |  |                    |  |
|                      | … | … |          |  |  |                     |  |  |                    |  |
| Arsenda              | … |   |          |  |  |                     |  |  |                    |  |
|                      |   | … | …        |  |  |                     |  |  |                    |  |
|                      |   | … | …        |  |  |                     |  |  |                    |  |
|                      |   | … | …        |  |  |                     |  |  |                    |  |
|                      |   | … |          |  |  |                     |  |  |                    |  |

### Fonti primarie
- (LA)  Chronicon sancti Maxentii Pictavensis, Chroniques des Eglises d'Anjou.
- (LA)  Cartulaire de l'abbaye de Saint-Cyprien de Poitiers: (931-1155).
- (LA)  Chartes et documents pour servir à l'histoire de l'abbaye de Saint-Maixent, vol 1.
- (LA)  Histoire des comtes de Poitou et des ducs de Guyenne depuis 811 à Louis le Jeune, Conventus tra Comitem et Ugonem.

### Letteratura storiografica
- (EN)  The Lusignan family in the 11th & 12th centuries
- Louis Halphen, "La Francia dell'XI secolo", cap. XXIV, vol. II (L'espansione islamica e la nascita dell'Europa feudale) della Storia del Mondo Medievale, 1999, pp. 770–806.